# Геделін
Геделін (рум. Gădălin) — село у повіті Клуж в Румунії. Входить до складу комуни Жуку.
Село розташоване на відстані 319 км на північний захід від Бухареста, 20 км на схід від Клуж-Напоки.

## Населення
За даними перепису населення 2002 року у селі проживала 691 особа.
Національний склад населення села:
| Національність | Кількість осіб | Відсоток |
| -------------- | -------------- | -------- |
| румуни         | 666            | 96,4%    |
| угорці         | 19             | 2,7%     |
| цигани         | 6              | 0,9%     |

Рідною мовою назвали:
| Мова      | Кількість осіб | Відсоток |
| --------- | -------------- | -------- |
| румунська | 674            | 97,5%    |
| угорська  | 17             | 2,5%     |